# 1984 Голяма награда на Сан Марино
1984 Голяма награда на Сан Марино е 4-то за Голямата награда на Сан Марино и четвърти кръг от сезон 1984 във Формула 1, провежда се на 6 май 1984 година на пистата Имола близо до град Имола, Италия.

## Репортаж
След победата на Микеле Алборето в Золдер, Ферари окачват това представяне да продължи и в следващото състезание в Имола. Със само седмица между ГП на Белгия и ГП на Сан Марино, повечето отбори пристигнаха направо към Имола. Осела използваха шанса си да назначат Йо Гартнер, техният тест-пилот да карат втората кола на италианския отбор. Всъщност австриеца използва болида от предната година FA1E с 12-цилиндровия двигател на Алфа Ромео. Пиеркарло Гинзани, техният редовен пилот не се класира за състезанието, както и Аертон Сена след като горивното налагяне на неговия Толеман създаваше проблеми в събота, и отбора нямаше достатъчно време да оправи проблема.
Нелсън Пикет с неговия Брабам взе пол-позишън с време 1:28.517. Ален Прост се класира втори със своя Макларън-ТАГ на само една десета от времето на бразилеца. Кеке Розберг и Дерек Уорик са на втора редица, следвани от Ники Лауда, Рене Арну, Манфред Винкелхок, Еди Чийвър, Тео Фаби и Рикардо Патрезе. Победителят от преди седмица, Микеле Алборето е на разочороващата 13-а позиция.
За разлика от събота където времето е дъждовно, времето за неделя е сухо но с облаци. Както и в миналото състезание Розберг потегли лошо, както и Макларъна на Лауда. Прост поведе пред Пикет, Уорик и останалите към първия завой. Патрик Тамбей и Франсоа Есно имаха контакт помежду си и те напуснаха състезанието още преди края на първата обиколка. Еди Чийвър спря в бокса още в края на първата обиколка за смяна на задните гуми след контакт с Рено-то на Тамбей. Найджъл Менсъл напусна надпреварата след като излезе от трасето с неговия Лотус, вървейки 16-и. По същото време е и отпадането на Кеке Розберг с повреда по електрото. В края на 6-а обиколка класирането бе: Прост, Пикет, Уорик, Арну, Алборето, Винкелхок, Лауда, Фаби, Патрезе и Елио де Анджелис. Лауда измести Винкелхок от шестата позиция обиколка по-късно, след което изпревари и двете Ферари-та. Неговото състезание продължи до 15-а обиколка където двигателят го предаде. Алфа Ромео продължават с проблемите които ги съпътстват, след като Рикардо Патрезе отпадна с повреда по електрото, докато Чийвър се движеше в края на колоната. Прост се завъртя но продължи напреварата. Пикет и Уорик които планираха изкарат състезанието без пит-стоп не можаха да направят нищо за да се доберат до скоростта на французина. Арну спря в 21-вата обиколка и се отзова зад Тео Фаби, след като излезе от бокса. Междувременно Пикет който вървеше втори е изпреварен от Рено-то на Уорик. Алборето спря в бокса в 23-та обиколка, но не за смяна гуми, а за прибиране а болида му в бокса след проблем с един от ауспусите. Фаби мина на 4-то място пред Арну, преди французина да го изпревари в 31-вата обиколка. Андреа де Чезарис, който стартираше 12-и влезе в зоната на точките след отпадането на Алборето. Пикет си върна втората позиция от Уорик в 27-ата обиколка. Прост спря в края на 30-а обиколка за смяна на гуми, без промяна във водачеството. В края на 33-та обиколка, промени в топ 6 нямаше до 40-а обиколка където Арну мина пред Уорик за трето място. Йо Гартнер в своито първо състезание вървеше 15-и, преди да отпадне с повреда по двигателя. Брабам получиха тежък удар след като и Фаби и Пикет отпаднаха с един и същ проблем, а именно турбокомпресора. Де Анджелис мина на 3-та позиция след като изпревари де Чезарис и Уорик в последните обиколки. Двамата италианци остават без гориво, като Елио финишира 3-ти, а Андреа 7-и, след като е изпреварен от Уорик, Щефан Белоф и Тиери Бутсен.
С втората си победа този сезон, Ален Прост увеличи преднината си на 9 точки пред близкия преследвач Дерек Уорик, след четири кръга. Позицията на Белоф е дадена на Бутсен след дисквалификацията на Тирел по-късно през сезона, като това прати и Андреа де Чезарис в точките.

## Резултати
| Поз | No | Пилот             | Конструктор        | Обиколки | Време/Отпадане  | Място | Точки |
| --- | -- | ----------------- | ------------------ | -------- | --------------- | ----- | ----- |
| 1   | 7  | Ален Прост        | Макларън-ТАГ-Порше | 60       | 1:36:53.679     | 2     | 9     |
| 2   | 28 | Рене Арну         | Ферари             | 60       | + 13.416        | 6     | 6     |
| 3   | 11 | Елио де Анджелис  | Лотус-Рено         | 59       | Без гориво      | 11    | 4     |
| 4   | 16 | Дерек Уорик       | Рено               | 59       | + 1 Об.         | 4     | 3     |
| 5   | 18 | Тиери Бутсен      | Ероуз-Форд         | 59       | + 1 Об.         | 20    | 2     |
| 6   | 26 | Андреа де Чезарис | Лижие-Рено         | 58       | Без гориво      | 12    | 1     |
| 7   | 23 | Еди Чийвър        | Алфа Ромео         | 58       | Без гориво      | 8     |       |
| 8   | 21 | Мауро Балди       | Спирит-Харт        | 58       | + 2 Об.         | 24    |       |
| 9   | 10 | Джонатан Палмър   | РАМ-Харт           | 57       | + 3 Об.         | 25    |       |
| ДКФ | 4  | Щефан Белоф       | Тирел-Форд         | 59       | Дисквалифициран | 21    |       |
| ДКФ | 3  | Мартин Брандъл    | Тирел-Форд         | 55       | Дисквалифициран | 22    |       |
| Отп | 9  | Филип Алио        | РАМ-Харт           | 53       | Турбо           | 23    |       |
| НКл | 20 | Джони Чекото      | Толеман-Харт       | 52       | Не е класиран   | 19    |       |
| Отп | 1  | Нелсън Пикет      | Брабам-БМВ         | 48       | Турбо           | 1     |       |
| Отп | 2  | Тео Фаби          | Брабам-БМВ         | 48       | Турбо           | 9     |       |
| Отп | 30 | Йо Гартнер        | Осела-Алфа Ромео   | 46       | Двигател        | 26    |       |
| Отп | 17 | Марк Сюрер        | Ероуз-БМВ          | 40       | Турбо           | 16    |       |
| Отп | 14 | Манфред Винкелхок | АТС-БМВ            | 31       | Турбо           | 7     |       |
| Отп | 27 | Микеле Алборето   | Ферари             | 23       | Аусхух          | 13    |       |
| Отп | 8  | Ники Лауда        | Макларън-ТАГ-Порше | 15       | Двигател        | 5     |       |
| Отп | 5  | Жак Лафит         | Уилямс-Хонда       | 11       | Двигател        | 15    |       |
| Отп | 22 | Рикардо Патрезе   | Алфа Ромео         | 6        | Електро         | 10    |       |
| Отп | 12 | Найджъл Менсъл    | Лотус-Рено         | 2        | Завъртане       | 18    |       |
| Отп | 6  | Кеке Розберг      | Уилямс-Хонда       | 2        | Електро         | 3     |       |
| Отп | 15 | Патрик Тамбе      | Рено               | 0        | Сблъсък         | 14    |       |
| Отп | 25 | Франсоа Хесно     | Лижие-Рено         | 0        | Сблъсък         | 17    |       |
| НКв | 24 | Пиеркарло Гинзани | Осела-Алфа Ромео   |          |                 |       |       |
| НКв | 19 | Айртон Сена       | Толеман-Харт       |          |                 |       |       |

## Класиране след състезанието
| Поз | Пилот            | Точки |
| --- | ---------------- | ----- |
| 1   | Ален Прост       | 24    |
| 2   | Дерек Уорик      | 13    |
| 3   | Рене Арну        | 10    |
| 4   | Елио де Анджелис | 10    |
| 5   | Микеле Алборето  | 9     |
| 6   | Кеке Розберг     | 9     |
| 7   | Ники Лауда       | 9     |
| 8   | Рикардо Патрезе  | 3     |

| Поз | Конструктор        | Точки |
| --- | ------------------ | ----- |
| 1   | Макларън-ТАГ-Порше | 33    |
| 2   | Ферари             | 19    |
| 3   | Рено               | 15    |
| 4   | Лотус-Рено         | 10    |
| 5   | Уилямс-Хонда       | 9     |
| 6   | Алфа Ромео         | 6     |
| 7   | Ероуз-Форд         | 3     |
| 8   | Лижие-Рено         | 3     |